# Моршер, Харальд
Харальд Моршер (нем. Harald Morscher, род. 22 июня 1972, Хоэнэмс, Форарльберг) — австрийский шоссейный велогонщик.

## Карьера
Как любитель выиграл, среди прочего, этап и общий зачёт на Туре Австрии в 1994 году. В 1997 году на чемпионате Австрии стал чемпионов на гонке в гору и вторым в групповой гонке. Также выиграл три этапа австрийской многодневной гонки Вена - Рабенштайн - Грестен - Вена. 
В 1996 году был включён в состав сборной Австрии для участия на Летних Олимпийских играх 1996 года, где выступил в групповой гонке, по итогам которой занял 46-е место.
В 1998 году заключил контракт с итальянской командой Saeco в составе которой в этом же году принял участие на Вуэльта Испании, а на следующий год добился своего первого крупного успеха — занял второе место на этапе многодневки Париж — Ницца. В 2000 году он перешёл в немецкую команду Nürnberger, затем вернулся в Австрию, где у него был годовой контракт с Elk Haus Radteam–Sportunion Schrems. 
В 2004 году, выступая за Volksbank-Ideal Leingrüber, добился одной из самой большой своей победы — стал чемпионом Австрии в групповой гоне, опередив Кристиана Пфаннбергера и Георга Точнига. В том же году принял участие на  Чемпионате мира в Вероне. 
Когда в 2006 году команда Team Vorarlberg впервые получила статус профессиональной континентальной команды Моршер стал её совладельцем. Помимо выступления за неё в качестве гонщика также участвовал в управленческих задачах.
После сезона 2009 года Моршер завершил активную карьеру и перешёл в командное управление в качестве спортивного директора. С 1 июля 2010 года Моршер сменил на посту менеджера команды Томаса Кофлера, но ушёл из руководства команды после сезона 2011 года. 
С 2012 года был назначен Ганс-Михаэлем Холцером менеджером юношеских команд Team Katusha. Во время Тура Австрии 2015 Моршер выступал в качестве координатора команды, отвечая за связь со всеми участвующими командами. С 2017 года стал спортивным директором недавно созданной команды Bahrain–Merida. 
16 раз принимал участие в Туре Австрии, не сумев закончить гонку только один раз из-за проблем со здоровьем.

## Достижения
1994
Тур Австрии
Генеральная классификация
2-й этап
1997
2-й на Чемпионат Австрии — групповая гонка
 Чемпион Австрии — гонка в гору
1998
2-й на Джиро дель Капо
2000
5-й этап Тур Трёх земель
3-й этап Тур Пуату — Шаранты
2001
6-й этап Тур Нормандии
6-й этап Тур Австрии
2002
2-й на Чемпионат Австрии — групповая гонка
2004
 Чемпион Австрии — групповая гонка
2005
Гран-при Инсбрука
 Чемпион Австрии — гонка в гору
2006
2-й на Чемпионат Австрии — групповая гонка

## Статистика выступлений
| Гранд-туры      |      |
| Гонка           | 1998 |
| Джиро д'Италия  | —    |
| Тур де Франс    | —    |
| Вуэльта Испании | 97   |